# Pölkenstraße 44, 45 (Quedlinburg)

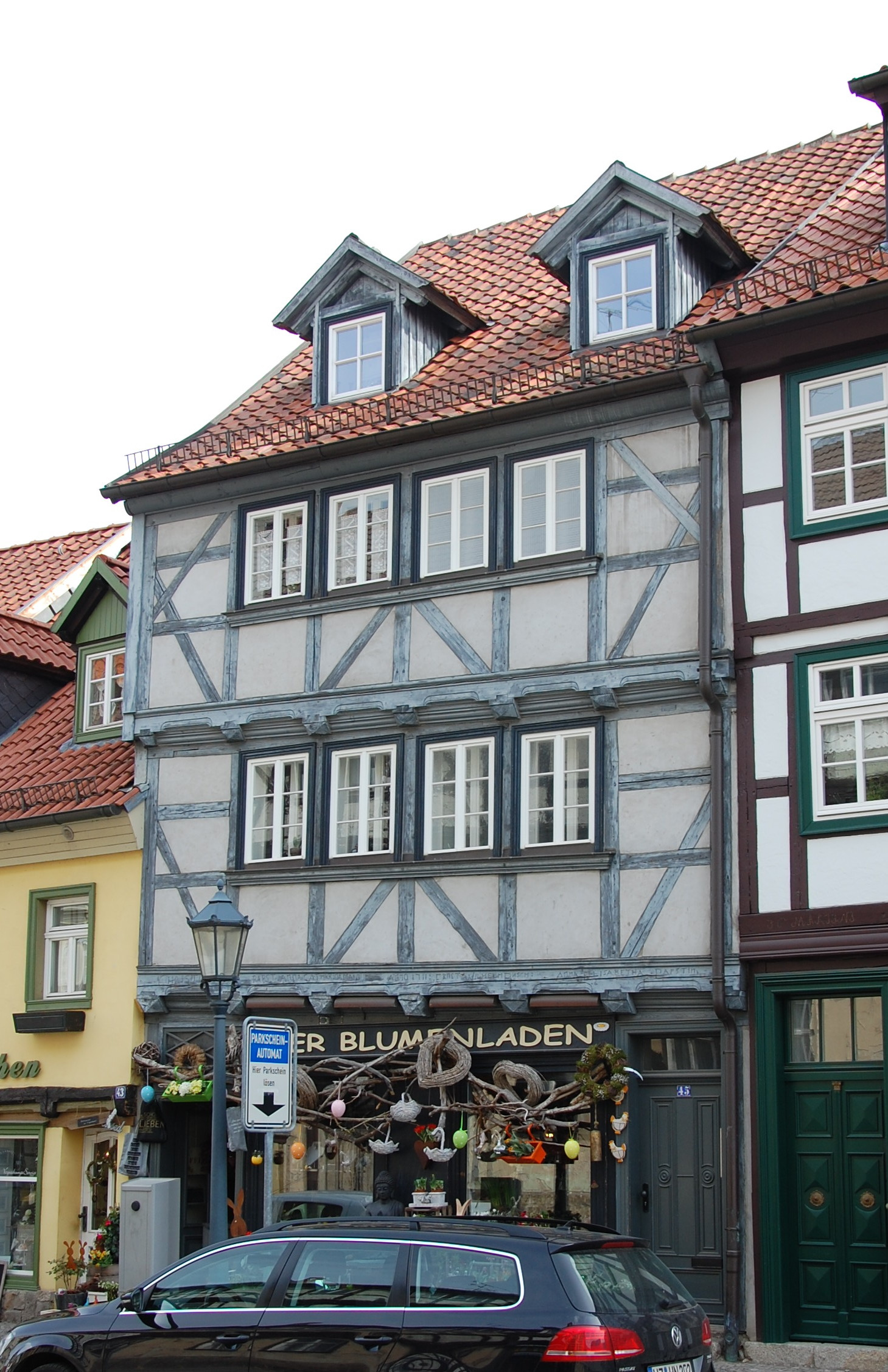
Haus Pölkenstraße 44, 45

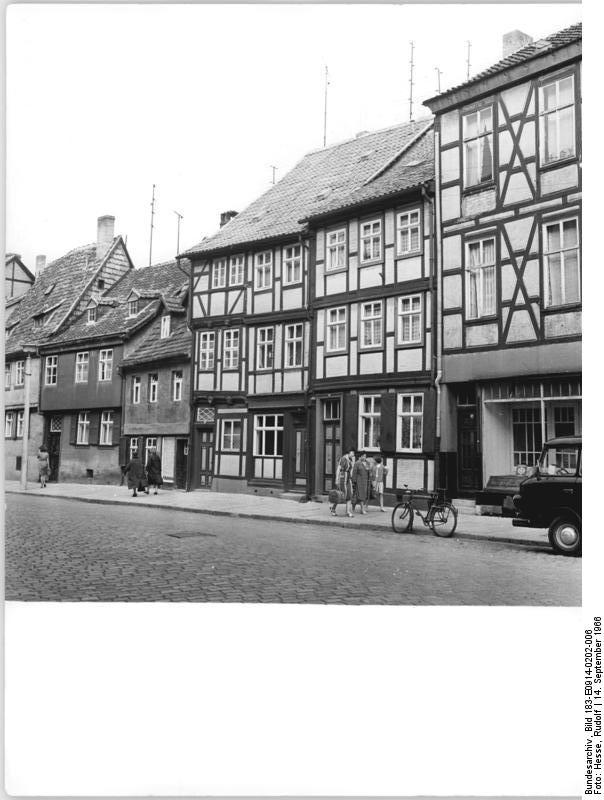
Straßenzug im Jahr 1966, in der Mitte das Doppelhaus Pölkenstraße 44, 45, vor dem Umbau des 21. Jahrhunderts

Das Haus Pölkenstraße 44, 45 ist ein denkmalgeschütztes Gebäude in der Stadt Quedlinburg in Sachsen-Anhalt.

## Lage
Es befindet sich in der historischen Quedlinburger Neustadt auf der Ostseite der Pölkenstraße und ist im Quedlinburger Denkmalverzeichnis als Wohnhaus eingetragen. Nördlich grenzt das gleichfalls denkmalgeschützte Haus Pölkenstraße 43, südlich das Haus Pölkenstraße 46 an.

## Architektur und Geschichte
Das dreigeschossige Fachwerkhaus zeigt für die Zeit um 1680 typischen Verzierungen an der Fachwerkfassade. So findet sich am zweiten Obergeschoss die Fachwerkfigur des Halben Manns und Fußbänder. Nach einer Bauinschrift entstand das Gebäude im Jahr 1711. Die Haustür wurde um 1820 und in der Zeit um 1900 erneuert. Das Haus Nummer 45 wurde im 19. Jahrhundert stark umgebaut und in seinem Erscheinungsbild verändert. In späterer Zeit wurde ein Ladengeschäft im Stil des Klassizismus eingefügt.
Anfang des 21. Jahrhunderts erfolgte eine Sanierung des Hauses. Dabei wurde das veränderte Erscheinungsbild der Hausnummer 45 wieder an die der nördlichen Haushälfte angeglichen.